# فاضل غوبيتاكا
فاضل غوبيتاكا (16 يناير 1998 ببلجيكا - ) هو لاعب كرة قدم بلجيكي في مركز الهجوم. لعب مع ستاندارد لييج.

## وصلات خارجية
- فاضل غوبيتاكا على موقع قاعدة بيانات كرة القدم.إي يو (الإنجليزية)
- فاضل غوبيتاكا على موقع Soccerway.com (الإنجليزية)
- فاضل غوبيتاكا على موقع AS.com (الإسبانية)